# Halestorm
Halestorm – amerykański zespół hardrockowy z Red Lion w Pensylwanii. Debiutancki album grupy został wydany 28 kwietnia 2009 przez Atlantic Records. 10 lutego 2013 zespół otrzymał pierwszą nagrodę Grammy za utwór "Love Bites (So Do I)".

## Historia

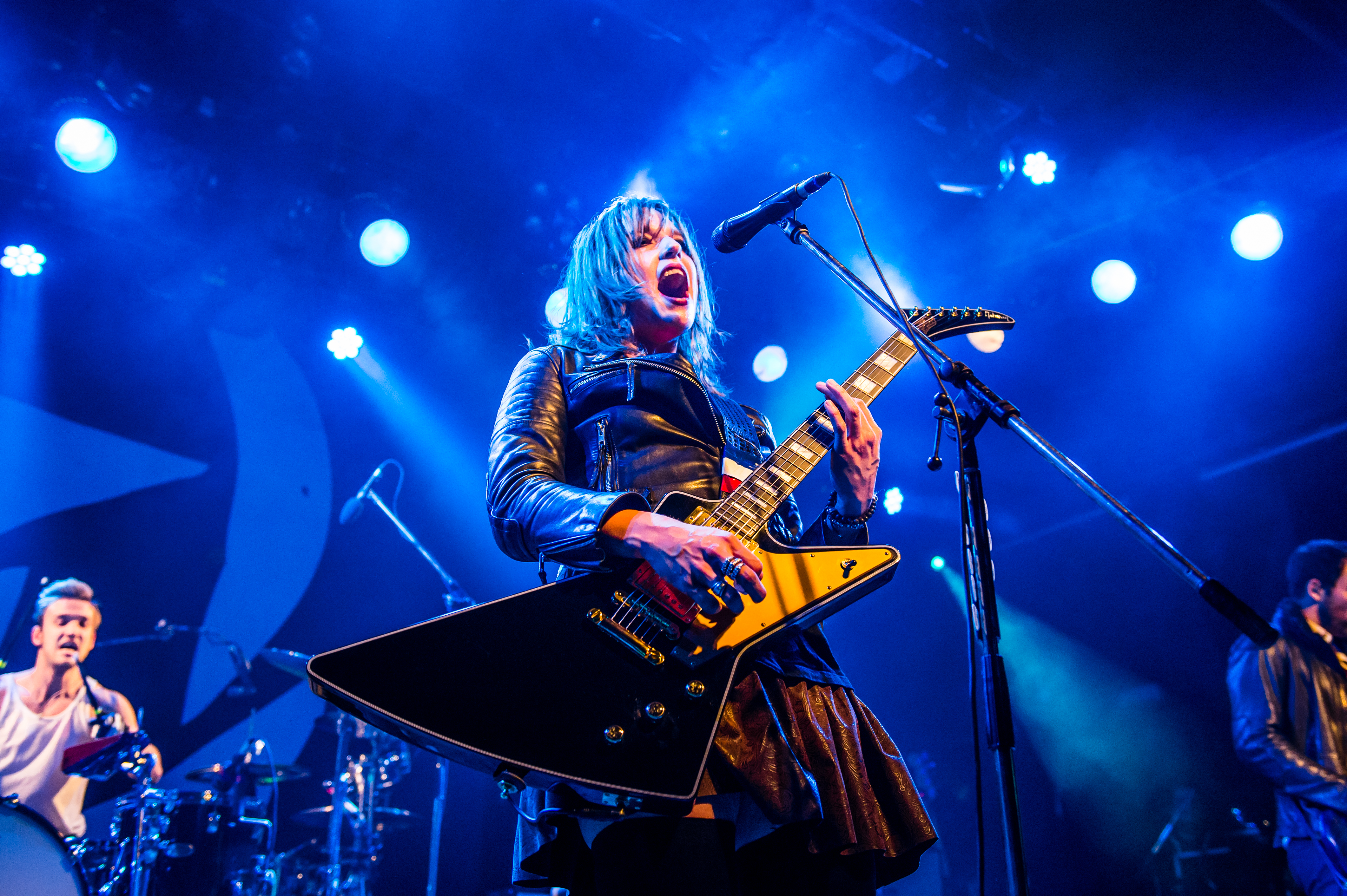
Lzzy Hale, 2016

Rodzeństwo Arejay i Elizabeth "Lzzy" Hale aktywnie pisało i wykonywało autorską muzykę od 1998 roku. Mieli wtedy 12 i 15 lat. Zarówno brat jak i siostra rozpoczęli naukę gry na fortepianie w wieku 5 lat; Lzzy później przerzuciła się na keytar a Arejay na perkusję. Lzzy pobierała lekcje gry na gitarze w wieku 16 lat. Nastoletnie rodzeństwo wydało EP pt. Don't Mess With the Time Man w 2000 roku. Do grupy dołączył ojciec Lzzy i Arejaya (gitara basowa) przed Joshem Smithem w 2004 roku. Gitarzysta Joe Hottinger dołączył w 2003 roku.
Grupa podpisała kontrakt z wytwórnią Atlantic Records 28 czerwca 2005 r. i wydała EP na żywo pt. One and Done. Ich debiutancki album został wydany w dniu 28 kwietnia 2009 roku. Piosenka "I Get Off" służyła jako singel i zaczęła być grana w radiu. Zarówno piosenka jak i teledysk do drugiego singla "It's Not You", zostały skończone pod koniec listopada 2009 roku. Na początku 2010 roku zespół wydał promocyjny teledysk do piosenki "Love / Hate Heartbreak". Ich ostatni singiel "Familiar Taste of Poison" został wydany w 2010 roku. Oficjalny teledysk ukazał się 10 sierpnia 2010 roku.
Halestorm znany jest z ich ciągłego koncertowania często wykonując aż 250 występów w ciągu roku. Od 2006 r. koncertowali z wieloma hardrockowymi i heavymetalowymi zespołami w tym Chevelle, Seether, Staind, Papa Roach, Trapt, Three Days Grace, Theory of a Deadman, Buckcherry, Disturbed, Shinedown, Avenged Sevenfold, Megadeth, Alice in Chains, Hellyeah i Heaven and Hell.
W dniu 16 listopada 2010 ukazał się Halestorm live CD / DVD zatytułowany Live in Philly 2010 , który został nagrany w Theatre of the Living Arts w Filadelfii na początku 2010 roku. Z różnych postów na Twitterze, głównie od Lzzy Hale, wydaje się, że Halestorm nagrywa dema do ich następnego albumu.

## Występy

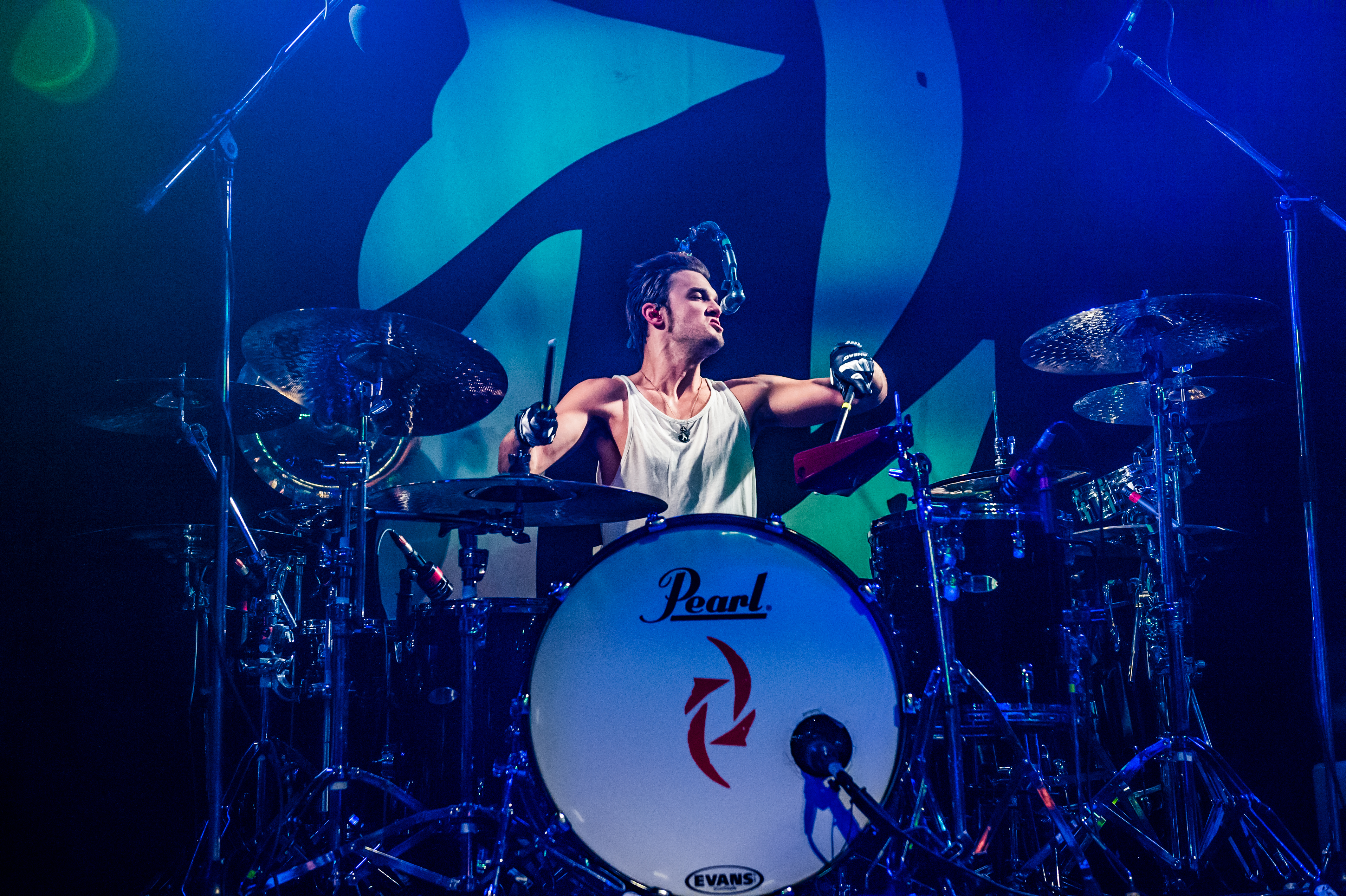
Arejay Hale, 2016

Halestorm był artystą na okładce magazynu "Origivation Magazine" w październiku 2006 r. Pojawił się na okładce Pennsylvania Musician trzy razy (w sierpniu 1999 r., marcu 2000 i lutym 2003 r.). Lzzy Hale pojawiła się na okładce Revolver Magazine wraz z Grace Perry z Landmine Marathon w grudniowym 2009 r. wydaniu "Hottest Chicks In Metal".
Lzzy Hale użyczyła wokalu do zmienionej wersji Shinedown w utworze "Shed Some Light" z albumu Us and Them , chociaż ta wersja nie została nigdy oficjalnie wydana i tylko niewielka ilość stacji radiowych zlokalizowanych w obrębie zespołu rodzinnego stanu Pensylwania i WRIF z Detroit ją grała. Użyczyła także swojego głosu do piosenki Shinedown "Breaking Inside ". W dniu 29 marca 2013 r., opublikowany został cover utworu Lity Ford i Ozzy'ego Osbourne'a "Close My Eyes Forever" w wykonaniu zespołu Device, gdzie Lzzy Hale zaśpiewała go w duecie wraz z Davidem Draimanem.
W 2014 roku Lizzy Hale użyczyła wokalu w piosence Shatter Me z albumu o tej samej nazwie, amerykańskiej artystki, Lindsey Stirling.
W dniu 5 września 2007 r., Halestorm ukazał się na  The Tonight Show with Jay Leno jako część segmentu Jaywalking. W dniu 21 lipca 2010 pojawili się w  Late Night with Jimmy Fallon .

## Muzycy
Obecny skład zespołu

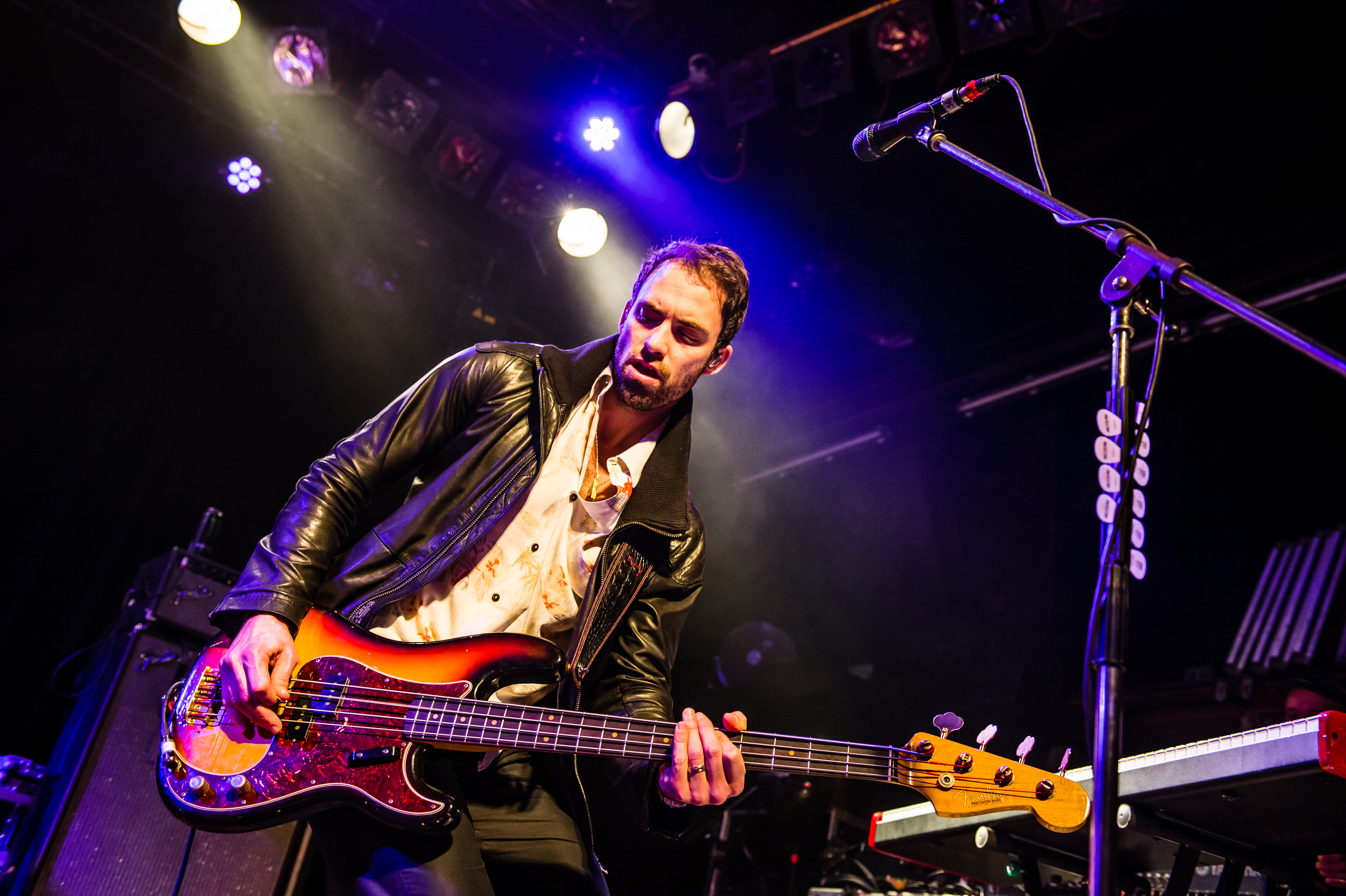
Josh Smith, 2016

- Lzzy Hale – wokal prowadzący, gitara, instrumenty klawiszowe (od 1998)
- Arejay Hale – perkusja, instrumenty perkusyjne, wokal wspierający (od 1998)
- Joe Hottinger – gitara, wokal wspierający (od 2003)
- Josh Smith – gitara basowa, wokal wspierający (od 2003)

Byli członkowie zespołu
- Roger Hale – gitara basowa, wokal wspierający (1998–2003)
- Dave Hartley – gitara basowa, wokal wspierający (2003)

## Dyskografia

### Albumy studyjne
| Rok  | Tytuł                                                                       | Pozycja na liście | Pozycja na liście | Pozycja na liście | Pozycja na liście | Pozycja na liście | Pozycja na liście | Pozycja na liście | Pozycja na liście | Sprzedaż         | Certyfikat         |
| Rok  | Tytuł                                                                       | USA               | CAN               | UK                | JPN               | GER               | NLD               | SWE               | SUI               | Sprzedaż         | Certyfikat         |
| ---- | --------------------------------------------------------------------------- | ----------------- | ----------------- | ----------------- | ----------------- | ----------------- | ----------------- | ----------------- | ----------------- | ---------------- | ------------------ |
| 2009 | Halestorm - Data: 28 kwietnia 2009 - Wydawca: Atlantic Records              | 40                | —                 | —                 | —                 | —                 | —                 | —                 | —                 | - USA: 500 tys.+ | - USA: złota płyta |
| 2012 | The Strange Case Of... - Data: 10 kwietnia 2012 - Wydawca: Atlantic Records | 15                | —                 | 49                | 52                | —                 | —                 | —                 | —                 | - USA: 500 tys.+ | - USA: złota płyta |
| 2015 | Into the Wild Life - Data: 10 kwietnia 2015 - Wydawca: Atlantic Records     | 5                 | 7                 | 10                | 55                | 24                | 59                | 50                | 20                | - USA: 120 tys.+ |                    |
| 2018 | Vicious - Data: 27 lipca 2018 - wydawca: Atlantic Records                   | 8                 | 14                | 8                 | 80                | 27                | 53                | —                 | 10                |                  |                    |
| 2021 | Back from the Dead - Data: 6 maja 2022 - wydawca: Atlantic Records          | 36                | 94                | 9                 | 34                | 13                | —                 | —                 | 12                |                  |                    |

### Albumy koncertowe
| Rok  | Tytuł                                                                     |
| ---- | ------------------------------------------------------------------------- |
| 2010 | Live in Philly 2010 - Data: 16 listopada 2010 - Wydawca: Atlantic Records |

### Single
| 2009                           | "I Get Off"                | 6  | 28 | 17 | 36 | —  | Halestorm                |
| 2009                           | "It's Not You"             | 8  | —  | 24 | —  | —  | Halestorm                |
| 2010                           | "Familiar Taste of Poison" | 36 | —  | —  | —  | —  | Halestorm                |
| 2010                           | "Bet U Wish U Had Me Back" | 33 | —  | —  | —  | —  | Halestorm                |
| 2011                           | "Slave to the Grind"       | —  | —  | —  | —  | —  | Reanimate: The Covers EP |
| 2012                           | "Love Bites (So Do I)"     | 2  | —  | 13 | —  | 28 | The Strange Case Of...   |
| 2012                           | "I Miss The Misery"        | 7  | —  | 24 | —  | 49 | The Strange Case Of...   |
| "—" pozycja nie była notowana. |                            |    |    |    |    |    |                          |

## Teledyski

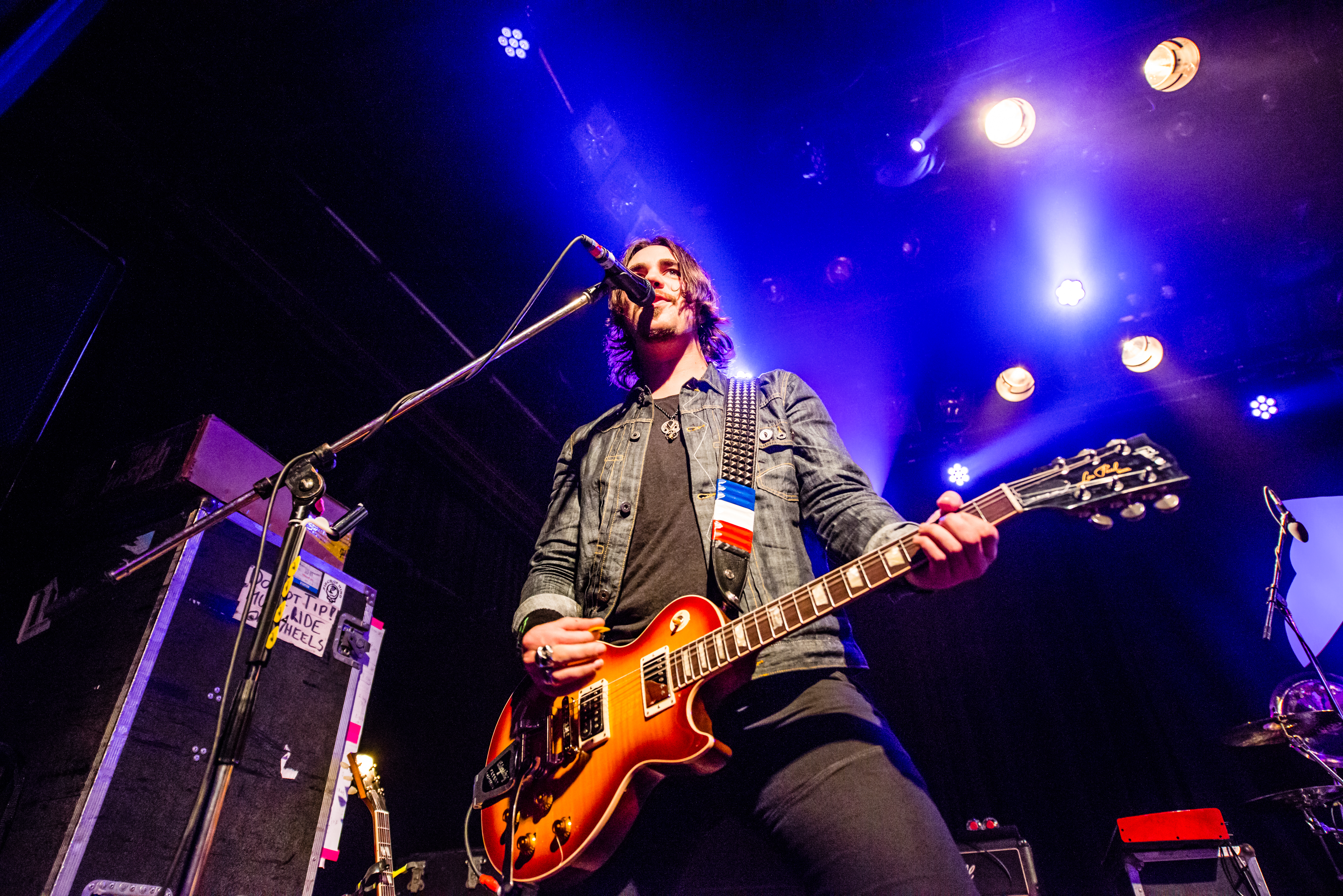
Joe Hottinger, 2016

| Rok  | Tytuł                      | Reżyseria            | Album                  |
| ---- | -------------------------- | -------------------- | ---------------------- |
| 2009 | "I Get Off" – 2009         | Phil Mucci           | Halestorm              |
| 2009 | "Love/Hate Heartbreak"     | —                    | Halestorm              |
| 2009 | "It's Not You"             | Phil Botti           | Halestorm              |
| 2010 | "Familiar Taste Of Poison" | Jeremy Alter         | Halestorm              |
| 2010 | "Dirty Work"               | —                    | Halestorm              |
| 2012 | "Love Bites"               | Jeremy Alter         | The Strange Case Of... |
| 2012 | "I Miss The Misery"        | Michael Thelin       | The Strange Case Of... |
| 2013 | "Freak Like Me"            |                      | The Strange Case Of... |
| 2013 | "Here's To Us"             |                      | The Strange Case Of... |
| 2014 | "Mz. Hyde"                 | Daniel E Catullo III | Into The Wild Life     |
| 2015 | "Apocalyptic"              |                      | Into The Wild Life     |
| 2015 | "Amen"                     | DJay Brawner         | Into The Wild Life     |
| 2015 | "I Am The Fire"            |                      | Into The Wild Life     |
| 2016 | "Mayhem"                   |                      | Into The Wild Life     |
| 2017 | "Dear Daughter"            |                      | Into The Wild Life     |
| 2018 | "Uncomfortable"            | Evan Brace           | Vicious                |